# Изумрудный колибри Брейса
Изумрудный колибри Брейса (лат. Chlorostilbon bracei) — вымерший вид колибри, который был эндемичным для главного острова Багамских островов, Нью-Провиденс.

## Описание
Его размер был 9,5 см, длина крыла 11,4 см и длина хвоста 2,7 см. Ноги были черные. На задней стороне был бронзовый зелёный оттенок с золотым блеском. Прямо за глазами было белое пятно. Горло отливало в сине-зеленых тонах. На животе были зеленые перья с пепельно-серыми кончиками. Крылья имели пурпурный оттенок.

## Статус и исчезновение
Более ста лет изумрудный колибри Брейса был известен только по одному экземпляру-самцу, застреленному коллекционером птиц Льюисом Дж. К. Брейсом 13 июля 1877 года примерно в трех милях (4,8 км) от Нассау во внутреннем районе Нью-Провиденс.